# Bisinchi
Bisinchi település Franciaországban, Haute-Corse megyében. Lakosainak száma 198 fő (2022. január 1.). Bisinchi Lento, Bigorno, Campile, Campitello, Castello-di-Rostino, Crocicchia és Ortiporio községekkel határos.

## Népesség
A település népességének változása:
| Lakosok száma | 278  | 205  | 139  | 195  | 178  | 197  | 220  | 225  | 228  | 198  |
|               | 1968 | 1982 | 1990 | 2006 | 2013 | 2015 | 2017 | 2019 | 2020 | 2022 |